# Do widzenia, do jutra
Do widzenia, do jutra – polski czarno-biały film fabularny z 1960 roku w reżyserii debiutującego Janusza Morgensterna. Treścią filmu jest uczucie, jakie student Jacek (Zbigniew Cybulski) żywi do Margueritte (Teresa Tuszyńska), przypadkowo poznanej córki francuskiego konsula w Gdańsku, która nie traktuje ich związku poważnie.
Głównym autorem scenariusza był Zbigniew Cybulski (wówczas animator satyrycznego teatrzyku Bim-Bom). Zdjęcia do filmu kręcono w całości w Trójmieście, a twórcy mieli na celu zdystansowanie się od tematyki politycznej na rzecz lżejszej, bardziej lirycznej. O ile pierwsze recenzje filmu były mieszane, z upływem czasu Do widzenia, do jutra odczytywano jako niespełnioną zapowiedź polskiego odpowiednika Nowej Fali.

## Fabuła
Jacek, reżyser studenckiego teatrzyku w Gdańsku, spotyka Margueritte, córkę francuskiego konsula. Gdy ta prosi go, żeby potrzymał jej psa, Jacek okazuje zauroczenie Francuzką. Zaprasza ją do gry w tenisa, na co ona się zgadza, odjeżdżając luksusową limuzyną. Odtąd oboje zaczynają regularnie się spotykać. Jacek okazuje się beznadziejnie zakochany w Margueritte i zaniedbuje swoje obowiązki, lecz dziewczyna nie odwzajemnia uczucia. Gdy podczas gry w tenisa pojawiają się dwaj przyjaciele Jacka, zdolni tenisiści i poligloci, Margueritte traci zainteresowanie Jackiem, a ten speszony szybko się ulatnia.
Gdy Jacek i Margueritte odwiedzają kościół, odgrywają scenę ślubu, a dziewczyna deklaruje wówczas, że nie ma ochoty wychodzić za mąż, bo nie chce stracić swojej atrakcyjności. Pomimo nalegań Jacka, aby Margueritte została w Gdańsku, ta oznajmia mu, że opuści miasto. Dziewczyna okłamuje Jacka słowami: „Do widzenia, do jutra”. Pewnego dnia, gdy Jacek przychodzi do konsulatu, dowiaduje się, że Margueritte wyjechała bezpowrotnie. Jacek wraca do teatrzyku i do swych przyjaciół, lecz nie jest w stanie pogodzić się z utratą swojej miłości.

## Obsada
Źródło: Filmpolski.pl
- Zbigniew Cybulski – Jacek
- Teresa Tuszyńska – Margueritte (głos Eleonora Kałużyńska)
- Grażyna Muszyńska – Joasia
- Barbara Baranowska – dziewczyna z baru
- Włodzimierz Bielicki – Romeo
- Jacek Fedorowicz – Jurek
- Roman Polański – Romek
- Tadeusz Wojtych – Zygmunt, aktor teatrzyku

Zbigniew Cybulski
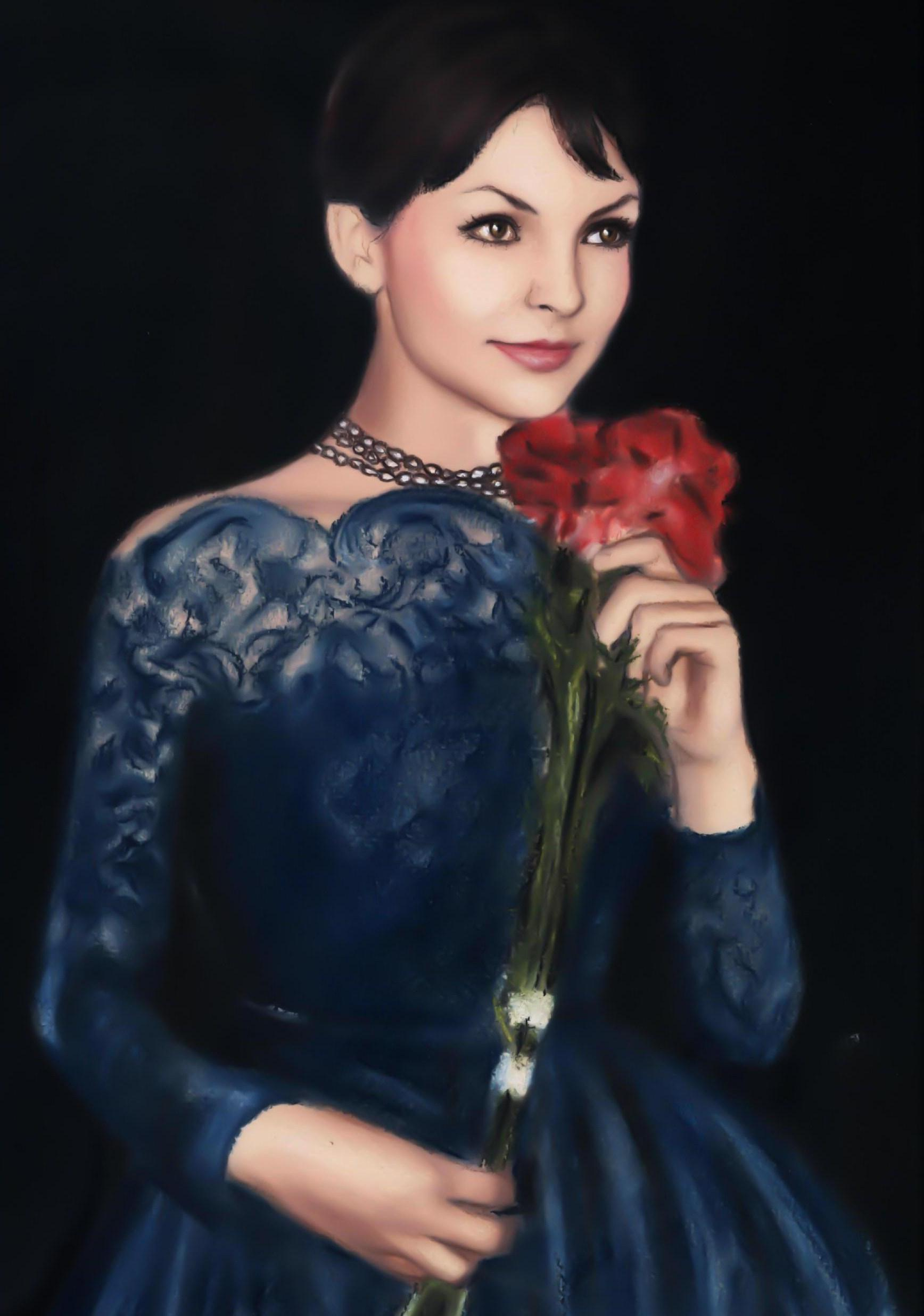
Teresa Tuszyńska
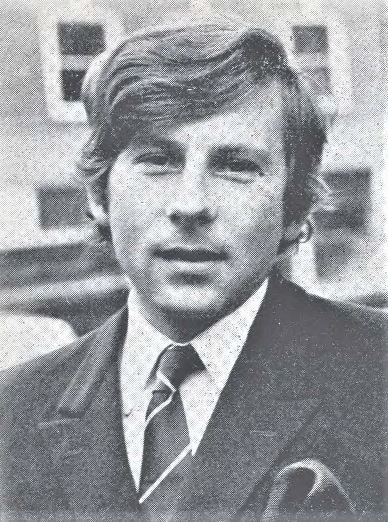
Roman Polański

## Produkcja

### Scenariusz
Jeszcze latem 1958 roku kierownik Zespołu Filmowego „Kadr”, Tadeusz Konwicki, zasugerował Januszowi Morgensternowi nakręcenie filmu wolnego od treści politycznych. Podczas zdjęć do Popiołu i diamentu (1958) Andrzeja Wajdy Morgenstern, pełniąc funkcję drugiego reżysera, zaproponował stworzenie takiego filmu Zbigniewowi Cybulskiemu, z którym był zaprzyjaźniony. W wolnych chwilach Cybulski wraz z aktorem Bogumiłem Kobielą pisał nowelkę będącą podstawą przyszłego filmu. Z biegiem czasu Cybulski coraz bardziej angażował się w projekt, nadając scenariuszowi autobiograficzny ton. Pierwowzorem dla postaci Margueritte była bowiem Françoise Buron, córka konsula francuskiego w Polsce, która była zachwycona występami Cybulskiego w gdańskim teatrzyku Bim-Bom. Aktor darzył ją przelotnym uczuciem i adorował ją aż do momentu, gdy Françoise wyjechała z Gdańska, by już się w nim nie pojawić.
Konwicki pomógł Cybulskiemu w uzyskaniu pozytywnej opinii Komisji Ocen Scenariuszy, dodając do autorów scenariusza nazwisko znanego wówczas literata Wilhelma Macha. Komisja zatwierdziła scenariusz i skierowała go do realizacji w kwietniu 1959 roku. Już w czerwcu tego samego roku Cybulski, Morgenstern i operator Jan Laskowski zaczęli szkicować scenorys przyszłego filmu. Jednak Cybulski przerzucił ciężar pracy nad projektem na Morgensterna i Laskowskiego, ponieważ przygotowywał się do kolejnych ról filmowych i scenicznych.

### Realizacja
Do widzenia, do jutra był debiutanckim dziełem zarówno dla Morgensterna, jak i dla kompozytora Krzysztofa Komedy, który podczas prac nad stroną dźwiękową nadał filmowi klimat liryczno-jazzowych. Jak pisał Marek Hendrykowski, „kompozycje ze ścieżki dźwiękowej Do widzenia, do jutra do dzisiaj urzekają delikatnością brzmienia, zmiennością nastroju i tak charakterystycznym dla całej jego twórczości rodzajem liryki jazzowej, której był niezrównanym mistrzem”. Do współpracy Morgenstern zaprosił również takie osoby jak Jacek Fedorowicz, Włodzimierz Łajming, Tadeusz Chyła, Roman Polański, Adam Pawlikowski, Grażyna Muszyńska, Barbara Baranowska oraz kostiumograf Katarzyna Chodorowicz. W rolę Margueritte wcieliła się Teresa Tuszyńska, natomiast dublerką jej głosu ekranowego była Eleanora Kałużyńska.

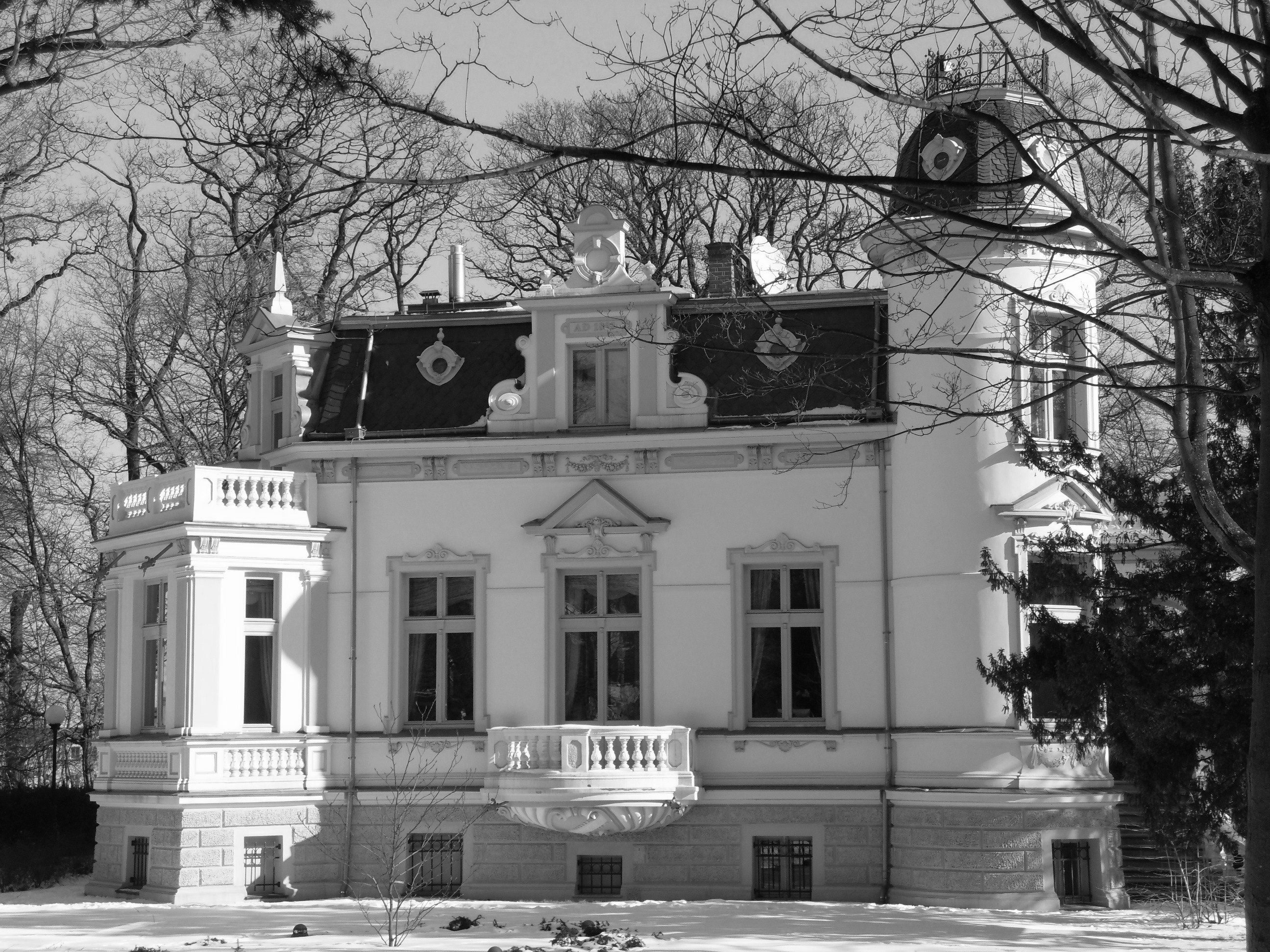
Willa Hestia przy ul. Władysława IV 3/5 w Sopocie – filmowy dom konsula

Zdjęcia rozpoczęły się w sierpniu 1959 roku w Trójmieście, a ekipa filmowa budziła spore zainteresowanie ze strony dziennikarzy. Pytany przez Jerzego Peltza o swój film, Morgenstern stwierdził:

Robimy film o miłości, gatunek raczej nieznany w naszej dzisiejszej kinematografii i przez to trudny, zwłaszcza w uchwyceniu specyficznego lirycznego klimatu. Chcemy pokazać, że między młodymi ludźmi może się wywiązać uczucie szlachetne, czyste, że nasza młodzież nie jest tak zepsuta i cyniczna – jak się powszechnie sądzi.

W ten sposób, jak zauważał Hendrykowski, Do widzenia, do jutra ze swoją delikatnością w przedstawieniu uczucia między kobietą a mężczyzną przeciwstawiał się tendencji w kinie europejskim ku coraz śmielszym obyczajowo realizacjom. Również sam Cybulski przyznawał, że film był „naszą reakcją na pokazywanie młodzieży w sposób jednoznaczny, że jest cyniczna, bezideowa, że się narkotyzuje, zajmuje jedynie erotyką”. Do rozsławienia filmu przyczyniła się również debiutująca w roli aktorskiej modelka Teresa Tuszyńska, która swoją urodą i wdziękiem przyciągała uwagę mediów.
Jako plenery dla filmu posłużyły: Gdańsk (bazylika Mariacka, Długi Targ, nabrzeże Motławy w okolicach Targu Rybnego, targowisko przy Hali Targowej na pl. Dominikańskim, Biskupia Górka), Sopot (nieistniejący od 1980 budynek Biura Wystaw Artystycznych koło ul. Bohaterów Monte Cassino, Willa Hestia przy ul. Władysława IV 3), Gdynia (korty tenisowe Klubu Tenisowego Arka przy ul. Ejsmonda). Premiera filmu odbyła się 25 maja 1960 w kinie „Atlantic” w Warszawie.

## Odbiór

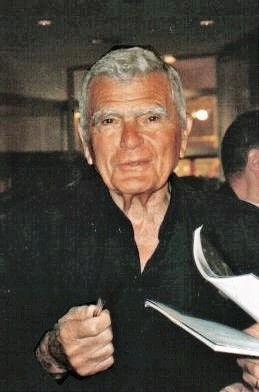
Janusz Morgenstern, reżyser filmu (2008)

Recenzje Do widzenia, do jutra były mieszane. W złośliwej recenzji dla „Ekspresu Wieczornego” Bohdan Węsierski określił film Morgensterna i Cybulskiego mianem „ślicznej bajeczki dla nowoczesnych pensjonarek z pretensjami do czegoś lepszego i z dialogami, które w kontekście całości brzmią jak operetkowe arie”. Stanisław Grzelecki opisywał film w podobnym tonie, zarzucając wręcz twórcom „za [...] mało liryzmu”. Alicja Helman z pisma „Ekran” krytykowała film za przerost melodramatyzmu i jego przeznaczenie wyłącznie dla młodzieży. Jerzy Eljasiak na łamach „Sztandaru Młodych” miał mieszane uczucia na temat Do widzenia, do jutra, wytykając twórcom infantylizm, lecz doceniając „świeże, nowe, interesujące” podejście do tematu uczuć miłosnych. Natomiast Aleksander Jackiewicz z „Trybuny Ludu” narzekał, że film reprezentuje eskapistyczną wizję świata przedstawionego, pełną „snobizmu” i „infantylizmu”.
Były też pojedyncze gesty poparcia dla filmu. Krzysztof Teodor Toeplitz w tygodniku „Świat” pisał, że w Do widzenia, do jutra znalazła się garść interesujących obserwacji na temat klimatu obyczajowego, w jakim przebiega dramat miłosny przynajmniej części obecnej młodzieży. Bolesław Michałek na łamach „Nowej Kultury” stwierdził, iż „Film jest zręcznie zrobiony, chciałoby się powiedzieć elegancki. Pełen wdzięku i lekkości”. Jerzy Płażewski w „Tygodniku Kulturalnym” pisał, iż „swe liryczne zadanie rozwiązał Morgenstern z rzadkim jak na debiutanta smakiem, zachowując na ogół równowagę”.

Z perspektywy czasu Stanisław Ozimek zaznaczał, że w filmie „strzępy [...] spontanicznych dyskusji o prawie młodych do szyderstwa i ironii, lirycznej skargi i rewaluacji prostych uczuć”, zwiastowały zjawisko „nowej fali” w polskiej kinematografii. Również zdaniem Miłosza Stelmacha „epizodyczna struktura, młodzieżowa tematyka, liryczno-komediowa tonacja” oraz odniesienia do rzeczywistości trójmiejskich teatrzyków przybliżały film Morgensterna do pierwszych utworów François Truffauta. Także Piotr Śmiałowski pisał, że za sprawą zatarcia granic między filmową fikcją a rzeczywistą kulturą teatrzyków Bim-Bom i Co To „reżyser stworzył własną, osobistą wersję nowej fali”. Rafał Syska również wskazywał tropy nowofalowe, uwypuklając najwyraźniejsze zalety filmu następującymi słowy:
Być może największą wartością Do widzenia, do jutra jest pięknie odmalowane – choć świadomie koloryzowane – tło, znakomicie uchwycony klimat końca lat pięćdziesiątych. Morgenstern pozostanie twórcą umiejętnie cyzelującym wątki drugoplanowe, wzbogacającym główny temat o celne obserwacje – przedstawione niby przypadkiem, z ogromnym wyczuciem i skromnością.

### Nagrody
| Rok  | Instytucja                                  | Nagroda              | Nominowani         | Wynik   |
| ---- | ------------------------------------------- | -------------------- | ------------------ | ------- |
| 1961 | Międzynarodowy Festiwal Filmowy w Melbourne | Srebrny Bumerang     | Jan Laskowski      | Wygrana |
| 1961 | Międzynarodowy Festiwal Filmowy w Stanford  | Nagroda za reżyserię | Janusz Morgenstern | Wygrana |